# أحمد سليمان السعدني
الشيخ أحمد سليمان السعدني (1903 - 30 أبريل 1976) قارئ قرآن مصري ويعد أحد أعلام هذا المجال البارزين، من مواليد قرية كفر براش، منيا القمح، محافظة الشرقية.